# Коваловец
Коваловец (слч. Koválovec) насељено је мјесто са административним статусом сеоске општине (слч. obec) у округу Скалица, у Трнавском крају, Словачка Република.

## Становништво
| Година:    | 1994. | 2004.   | 2014.   | 2024.   |
| ---------- | ----- | ------- | ------- | ------- |
| Број људи: | 139   | 136     | 136     | 141     |
| Разлика:   |       | -2,15 % | -1,42 % | +3,67 % |

| Година:    | 2023. | 2024.   |
| ---------- | ----- | ------- |
| Број људи: | 143   | 141     |
| Разлика:   |       | -1,39 % |

Према подацима о броју становника из 2024. године насеље је имало 141 становника.